# Matt Mazza
Matthew Anthony "Matt" Mazza (Niagara Falls, Nueva York, 23 de septiembre de 1923 - Lewiston, Nueva York, 11 de junio de 2003) fue un jugador de baloncesto estadounidense que disputó una temporada en la NBA. Con 1,91 metros de estatura, jugaba en la posición de alero.

## Trayectoria deportiva

### Universidad
Jugó durante su etapa universitaria con los Spartans de la Universidad Estatal de Míchigan, convirtiéndose en el segundo jugador de dicha institución tras Chet Aubuchon en llegar a jugar en la BAA o la NBA.

### Profesional
En 1949 fichó por los Sheboygan Redskins de la NBA, con los que disputó una única temporada, en la que promedió 3,8 puntos y 1,0 asistencias por partido.

## Estadísticas de su carrera en la NBA

### Temporada regular
| Temporada | Edad | Equipo             | Liga | Pos. | P  | TIT | MIN | TC  | TCA | %TC  | 3P | 3PA | %3P | TL  | TLA | %TL  | R.OF. | R.DEF. | REB | ASIS | ROB | TAP | PER | FP  | PTS |
| 1949-50   | 26   | Sheboygan Redskins | NBA  |      | 26 |     |     | 1.3 | 4.2 | .300 |    |     |     | 1.2 | 1.7 | .711 |       |        |     | 1.0  |     |     |     | 1.3 | 3.8 |
| Total     |      |                    | NBA  |      | 26 |     |     | 1.3 | 4.2 | .300 |    |     |     | 1.2 | 1.7 | .711 |       |        |     | 1.0  |     |     |     | 1.3 | 3.8 |